# Estat fonamental

Nivells d'energia d'un electró en un àtom: estat fonamental i estat excitat. Després d'absorbir energia, un electró pot saltar des de l'estat fonamental cap a un estat excitat de major energia.

L'estat fonamental d'un sistema mecànic quàntic representa al seu estat d'energia més baix possible; l'energia de l'estat fonamental es coneix també com l'energia del punt zero del sistema. Per estat excitat s'entén qualsevol estat amb una energia superior a la de l'estat fonamental. L'estat fonamental en teoria quàntica de camps es coneix comunament com buit quàntic o simplement buit.
Si existeix més d'un estat fonamental, s'entén que són degenerats. Molts sistemes tenen estats fonamentals degenerats, tals com l'àtom d'hidrogen. La degeneració ocorre quan un operador unitari no trivial commuta amb el hamiltonià del sistema.
D'acord amb el tercer principi de la termodinàmica un sistema a temperatura de zero absolut es troba en el seu estat fonamental, ja que la seva entropia es determina per la degeneració de l'estat fonamental. Molts sistemes, tals com una estructura cristal·lina perfecta, tenen un estat fonamental únic i, per tant, tenen entropia zero quan es troben al zero absolut, ja que el logaritme d'1 és 0. També és possible, per a l'estat de major excitació, tenir temperatura de zero absolut en els sistemes que exhibeixen temperatura negativa.